# Arcadii Pasecinic
Arcadii Pasecinic (n. 1 septembrie 1942) este un om politic din Republica Moldova, care a deținut funcția de deputat în Parlamentul Republicii Moldova pe listele Partidului Comuniștilor. A fost și consilier al președintelui PCRM, Vladimir Voronin.

## Biografie
Arcadii Pasecinic s-a născut la data de 1 septembrie 1942. A lucrat ca inginer-electrician, fiind numit apoi în funcția de consilier al Președintelui Partidului Comuniștilor din Republica Moldova, Vladimir Voronin. Este membru al Comitetului Central al PCRM.
La alegerile parlamentare din martie 2005, a fost ales ca deputat în Parlamentul Republicii Moldova pe listele Partidului Comuniștilor.
Din data de 1 septembrie 2005 până la 28 septembrie 2009 a fost membru supleant al delegației Republicii Moldova la Adunarea Parlamentară a Consiliului Europei. Vorbește limba franceză.
În ianuarie 2009, Președintele Republicii Moldova, Vladimir Voronin, i-a conferit „Ordinului de Onoare” pentru „muncă îndelungată și prodigioasă în mass-media și activitate legislativă și obștească intensă”.